# Barbezieux-Saint-Hilaire
Barbezieux-Saint-Hilaire är en kommun i departementet Charente i regionen Nouvelle-Aquitaine i västra Frankrike. Kommunen ligger  i kantonen Barbezieux-Saint-Hilaire som ligger i arrondissementet Cognac. År 2022 hade Barbezieux-Saint-Hilaire 4 738 invånare.

## Befolkningsutveckling
Antalet invånare i kommunen Barbezieux-Saint-Hilaire
Referens:INSEE